# 红场水库
红场水库，位于中华人民共和国广东省汕头市潮南区红场镇境内，是秋风水上的一座中型水库，是集发电、防洪、灌溉于一体的多年调节水库。水库于1976年4月动工，1977年10月竣工。水库集水面积35平方千米，正常库容1936平方千米。主坝为水浸式均质土坝，坝高39米，坝长250米，坝顶宽7米。水库配套建有水电站3座，总装机容量7400千瓦。水库的建成有效的拦蓄大南山山洪，控制下泄流量，提高了下游秋风岭水库的防洪能力。